# Amalthea (mytologi)
Amalthea (grekiska: Amaltheia, latin: Amalthea) var i grekisk mytologi en get som gav sin mjölk till den nyfödde Zeus då han uppföddes på ön Kreta, dold för sin fader Kronos. Hon uppflyttades sedan av Zeus bland stjärnorna.
Då geten en gång brutit av ett horn gav en nymf det åt Zeus, omlindat med blommor och fyllt av frukter. Zeus överlämnade hornet till de nymfer, som vårdat honom, med det löftet, att de i hornet alltid skulle finna det goda de önskade. Amaltheas horn är därför symbolen för ymnighet och rikedom (ymnighetshorn).
Enligt en annan uppfattning var Amalthea en nymf som blev guden Zeus fostermor och som födde upp Zeus med getmjölk och honung.